# Vaḩīdābād
Vaḩīdābād (persiska: وحید آباد) är en ort i Iran.   Den ligger i provinsen Kerman, i den sydöstra delen av landet, 1 000 km sydost om huvudstaden Teheran. Vaḩīdābād ligger 723 meter över havet och antalet invånare är 141.
Terrängen runt Vaḩīdābād är platt, och sluttar brant österut. Runt Vaḩīdābād är det glesbefolkat, med 14 invånare per kvadratkilometer. Närmaste större samhälle är Fahraj, 9,9 km norr om Vaḩīdābād. Trakten runt Vaḩīdābād är ofruktbar med lite eller ingen växtlighet.